# Хуан Мусо
Хуан Агустин Мусо (шп. Juan Agustín Musso; Сан Николас де лос Аројос, 6. мај 1994) је аргентински фудбалер који тренутно наступа за Атлетико Мадрид као позајмљени играч Аталанте. Игра на позицији голмана.

## Успеси
Расинг
- Прва лига Аргентине (1) : 2014.[а]
- Копа Бисентенарио (финале: 2016)[6]

 Аталанта
- УЕФА Лига Европе (1) : 2023/24.

 Аргентина
- Копа Америка (1) :  2021,[7]  2019.[8]